# Église de Gabès
L'église de Gabès, située dans la ville de Gabès en Tunisie, est une église catholique construite à partir de 1886. Cédée au gouvernement tunisien en 1964, elle devient une bibliothèque avant d'être désaffectée faute d'entretien.
Une tentative de vente en 2012 ayant échoué face à l'opposition des habitants, elle est classée en 2024 en attente d'un projet de réhabilitation.

## Premiers édifices
Il faut attendre l'instauration du protectorat français de Tunisie en 1881 pour que le projet de construction d'un lieu de culte chrétien à Gabès soit évoqué pour la première fois. Le 12 février 1882, le général Joseph Allegro écrit à l'archevêque pour lui exprimer le désir de voir établi le culte catholique dans la ville. Celle-ci est en effet devenue un important camp militaire et nombreux sont les soldats et officiers à vouloir assister à des offices religieux. C'est également le moyen de rallier les pêcheurs maltais établis sur la côte. Un aumônier militaire, l'abbé Houard, est nommé. Dans les premiers temps, il célèbre la messe dans une baraque en bois à l'intérieur du camp militaire, avant de faire construire une chapelle dans l'enceinte de l'hôpital militaire. Cependant, les relations avec les autorités militaires se tendent : celles-ci finissent par refuser l'entrée du camp aux civils qui ne peuvent plus assister aux offices et la durée des messes est limitée à une heure. Découragé, l'abbé Houard finit par démissionner.

## Construction de l'église
Son successeur, l'abbé Seytre, arrive le 18 novembre 1885. Il découvre une ville où la population chrétienne ne cesse de grossir, enrichie par les nombreux ouvriers italiens et maltais attirés par les multiples chantiers lancés par les militaires français. Après avoir reçu l'accord de l'archevêque pour la construction d'une église à trois nefs, il lance les travaux le 21 janvier 1886. Dès le 27 avril, la nef latérale est achevée et peut accueillir la messe de Pâques. Le chantier ne se poursuit que grâce au prêtre qui finance les dépassements du budget.
L'abbé Raoul, qui prend la succession en juillet 1889, toujours en tant qu'aumônier militaire, agrandit l'édifice en y adjoignant une annexe à la nef principale. Il fait bâtir également une école religieuse et une habitation pour des religieuses qu'il espère faire venir. Toutefois, il est vite débordé par les soucis que lui apportent cinq Tunisiens d'El Hamma et de Jara, qui veulent se convertir à la foi catholique. L'affaire divise la population et des bagarres éclatent, faisant 75 blessés, alors que des cheikhs sont jetés en prison. L'archevêché, consulté, refuse les conversions et le calme revient.
L'abbé Danielli arrive le 15 novembre 1892. Il poursuit l'aménagement de l'église en faisant installer une croix sur le clocher de l'église en 1908 et en supervisant le chantier qui se termine en 1911.
Les combats menés pendant la campagne de Tunisie en 1943 endommagent l'édifice, qui est lourdement touché le 25 février. Par miracle, une statue de la Vierge est retrouvée intacte, debout au milieu des décombres. Les travaux de reconstruction de l'édifice permettent la reprise des offices dès la fin de la guerre.

## Bâtiment après l'indépendance

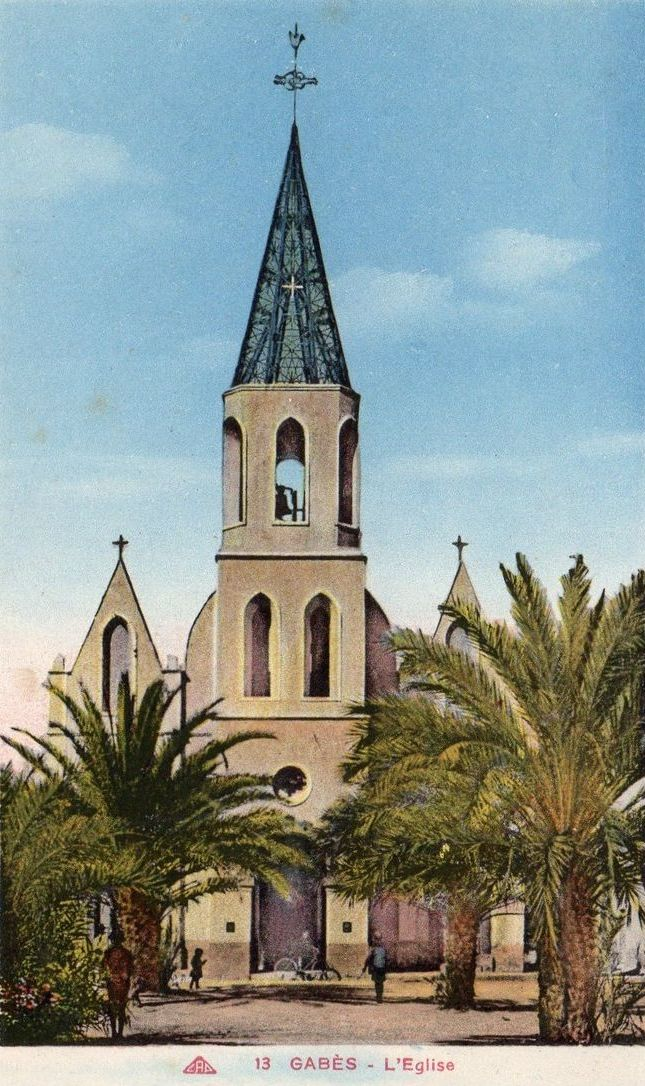
Église de Gabès dans les années 1950.

La tension politique dans le pays inquiète les familles européennes établies à Gabès et dans les environs. Le 6 décembre 1956, il y a des manifestations dans les rues, l'armée intervient. Il y a des morts à Gabès et à Mareth et les familles commencent à partir, inquiètes des conséquences de la décolonisation.
Le 25 mai 1959 et le 22 novembre 1962, l'édifice subit des dégâts considérables suite à des inondations qui dévastent la ville.
L'église est finalement fermée à l'occasion du modus vivendi signé entre le gouvernement tunisien et le Vatican le 10 juillet 1964. Le bâtiment est cédé gratuitement avec l'assurance qu'il ne sera utilisé qu'à des fins d'intérêt public compatibles avec son ancienne destination. Elle est alors transformée en bibliothèque publique, jusqu'à sa fermeture en juin 2006 pour des travaux d'entretien et de réhabilitation.
Pour permettre aux chrétiens restés dans la ville de se rassembler, un autre lieu de culte catholique est ouvert dans une salle polyvalente construite dans une ancienne cour d'un jardin d'enfants. Desservie par un prêtre de Sfax, cette église consacrée à l'Immaculée Conception permet aux croyants de la ville de pratiquer leur culte.

## Tentative de vente de l'édifice
Désaffectée depuis juin 2006, l'église de Gabès manque d'être vendue à des promoteurs le 29 juillet 2012 à l'occasion de la liquidation de la société immobilière de Gabès. Devant l'indignation exprimée par les habitants de la région, la vente est interdite par le gouverneur qui précise : 
« Ce monument fait partie des biens appartenant à cette société semi-étatique […] Les autorités régionales ont adressé au liquidateur de ladite société une lettre l'appelant à suspendre les modalités pratiques de la vente et à respecter la décision de la commission d'assainissement des entreprises publiques portant restitution du bien immobilier en question au conseil régional.

Une commission régionale sous la tutelle du commissaire de la culture sera créée à cet effet, qui aura pour mission de recenser les sites archéologiques de la région, de manière à les préserver contre les dépassements. »
Le 22 janvier 2024, un arrêté en fait un monument classé.

## Prélats responsables de la paroisse
- Abbé Houard (1882-1885) ;
- Abbé Seytre (1885-1889) ;
- Abbé Raoul (1889-1892) ;
- Abbé Danielli (1892-1910) ;
- Abbé Giordano (1910-1930) ;
- Abbé Deschanel (1930-?) ;
- Abbé Guegen (?-1940) ;
- Abbé Parisi (1948-?) ;
- Abbé Lucien Henriot (?-1964).